# فيليمير رادينوفيتش
فيليمير رادينوفيتش (بالإنجليزية: Velimir Radinović)‏ مواليد 17 يناير 1981 في أونتاريو، كندا، هو لاعب كرة سلة كندي. بدأ مسيرته الاحترافية في سنة 2004.

## المسيرة الاحترافية
لعب مع نادي إف إم بي لكرة السلة في موسم 2004–2005، ثم لعب مع نادي إراكليس سالونيك لكرة السلة في موسم 2008–2009، ثم لعب مع تايغرز توبينغن في الدوري الألماني في سنة 2011.

## روابط خارجية
- فيليمير رادينوفيتش على موقع الدوري الأوروبي لكرة السلة (الإنجليزية)
- فيليمير رادينوفيتش على موقع كرة السلة الأوروبية.كوم (الإنجليزية)
- فيليمير رادينوفيتش على موقع كلية كرة السلة في سبورتس رفرنس.كوم (الإنجليزية)
- فيليمير رادينوفيتش على موقع ريلجم (الإنجليزية)
- فيليمير رادينوفيتش على موقع بروبوليرز (الإنجليزية)
- فيليمير رادينوفيتش على موقع سبورتس رفرنس (الإنجليزية)